# 젭 애틀러스
젭 애틀러스(Zeb Atlas, 1970년 10월 15일 ~ )는 미국의 보디빌더이자 포르노 배우이다.